# Džolfá (město v Íránu)
Džolfá (persky جلفا‎) je město v provincii Východní Ázerbájdžán v Íránu. K roku 2006 v něm žilo bezmála pět tisíc obyvatel.

## Poloha a doprava
Džolfá leží na pravém, jižním břehu Araksu, který zde tvoří ázerbájdžánsko-íránskou státní hranici. Naproti přes řeku od něj leží město Culfa v Nachičevanské autonomní republice, která je exklávou Ázerbájdžánu. Od Tabrízu, správního střediska Východního Ázerbájdžánu, je Džolfá vzdáleno přibližně sto kilometrů severozápadně.
Ve městě je železniční hraniční přechod, přes který pokračují vlaky z íránské železniční trati Tabríz–Džolfá přes hranici do Nachičevanu. Po rozpadu Sovětského svazu a špatných vztazích mezi Ázerbájdžánem a Arménií ovšem přestal pravidelný provoz dále do Jerevanu a dopravní význam zdejšího železničního přechodu se proto výrazně snížil.

## Dějiny
Džolfá sdílí značnou část dějin s přeshraničním městem Culfa, s kterým kdysi tvořila jedno město. To z velké části arménské a nuceným přesídlením jeho obyvatelstva nařízeným počátkem 17. století Abbásem I. Velikým vznikla v Isfahánu arménská čtvrť Nové Džolfá. Rozdělení na dvě města přišlo až v roce 1828, kdy byl Araks ustaven jako hraniční řeka tvořící persko-ruskou státní hranici a hranice tak rozdělila město na dvě.